# ديان روث بيتيس
ديان روث بيتيس (بالإنجليزية: Dianne Ruth Pettis)‏ (1955 في نيوزيلندا - 13 مايو 2008 في نيوزيلندا)؛ شاعرة، كاتِبة وروائية نيوزيلندية.